# کورینتوس ۴۳۵۷
سیارک ۴۳۵۷ (به انگلیسی: 4357 Korinthos، نامگذاری:2069T-2) چهار هزار و سیصد و پنجاه و هفتمین سیارک کشف شده‌است که در ۲۹ سپتامبر ۱۹۷۳ کشف شد.
قدر مطلق سیارک برابر ۱۱٫۷۰ است.